# Karel Theodoor van Beieren
Karel Filips Theodoor (Drogenbos, 10 of 11 december 1724 - Slot Nymphenburg, 16 februari 1799), telg uit het huis Wittelsbach, was paltsgraaf van Sulzbach (1733), werd op 31 december 1742 keurvorst van de Palts, hertog van Palts-Neuburg, Gulik en Berg, markies van Bergen op Zoom, heer van Wijnendale en heer van Ravenstein. In 1777 werd hij bovendien keurvorst van Beieren.

## Levensloop
Op 9-jarige leeftijd (1733) volgde hij zijn vader Johan Christiaan op als paltsgraaf van Sulzbach, een klein vorstendom in Beieren. Zijn opvoeding kreeg hij echter aan het hof van zijn oudoom Karel III Filips van de Palts in Mannheim.
In 1742, toen hij 18 jaar oud was, overleed zijn oudoom en erfde hij van hem het keurvorstendom van de Palts, het vorstendom Palts-Neuburg, de hertogdommen Gulik en Berg en de heerlijkheden Wijnendale en Land van Ravenstein. Van zijn moeder, markiezin van Bergen op Zoom, erfde hij het markiezaat Bergen op Zoom.
In 1742 huwde hij met zijn nicht Elisabeth Auguste van Sulzbach (1721-1794). Ze kregen samen in 1762 een kind, Frans Lodewijk Jozef, dat echter maar een dag leefde.
In 1767 stichtte hij de Orde van de Leeuw van de Palts. Een jaar tevoren, in 1766, had zijn echtgenote al een eigen ridderorde gesticht, de Elisabeth-Orde, waarvan zijzelf de grootmeesteres was. In 1778 werd hij als ridder opgenomen in de Orde van het Gulden Vlies.

### Keurvorst van Beieren
In 1766 sloot de kinderloze keurvorst Maximiliaan III Jozef van Beieren met Karel Theodoor een overeenkomst, dat bij zijn dood het Keurvorstendom in Wittelsbachs bezit bleef. Toen Maximiliaan in 1777 aan de pokken stierf, kwamen andere partijen op de proppen, in verband met de erfenis van het keurvorstendom Beieren : het begin van de Beierse Successieoorlog. Het Verdrag van Teschen bepaalde dat Karel Theodoor wel degelijk recht had op de erfenis.
Karel Theodoor resideerde aanvankelijk in Mannheim, hoofdstad van de Palts. Tussen 1756 en 1773 liet hij een nieuwe zomerresidentie in rococostijl bouwen; kasteel Benrath. Toen hij in 1777 ook keurvorst van Beieren werd, verplaatste hij zijn hoofdverblijfplaats naar München. In de zomer resideerde hij in het Slot Schwetzingen, dat door zijn oom Karel Filips was gebouwd.

### Mecenas
Als verlicht vorst had Karel Theodoor veel belangstelling voor wetenschappen, kunsten en economie. In West-Vlaanderen financierde hij de aanleg van steenwegen. De eerste was klaar in 1752 en verbond de steden Brugge, Torhout, Roeselare en Menen met elkaar (de latere N32). Langs de steenwegen werden tolbarrières opgericht die genoemd waren naar belangrijke steden in het bezit van Karel Theodoor.
Net als zijn beide oudooms Johan Willem van Palts-Neuburg en Karel Filips was Karel Theodoor een groot muziekliefhebber, die ook zelf een instrument (fluit) bespeelde. De muziekkapel van de keurvorst in zijn residentiestad Mannheim was het beroemdste en ook het grootste (60 muzikanten) hoforkest van zijn tijd in Europa. De Mannheimer Schule trok daarom veel componisten aan, onder wie Wolfgang Amadeus Mozart. In de winter van 1780 schreef Mozart in opdracht van de keurvorst een opera, Idomeneo. De eerste uitvoeringen vonden plaats in het Residenztheater in München.
Op de leeftijd van 71 jaar, in 1795, huwde Karel Theodoor met de 52 jaar jongere Maria Leopoldine van Oostenrijk-Este (1776–1848), uit dit huwelijk kwamen geen kinderen voort.
Karel Theodoor stierf in 1799 zonder wettelijke kinderen na te laten. Hij had wel verschillende buitenechtelijke kinderen, onder andere Carolina van Parkstein, die heerseres was in de rijksheerlijkheid Reipoltskirchen. Zijn opvolger was Maximiliaan Jozef uit de tak Palts-Birkenfeld.

## Voorouders
| Voorouders van Karel Theodoor van Beieren (1724-1799) | Voorouders van Karel Theodoor van Beieren (1724-1799)                                                               | Voorouders van Karel Theodoor van Beieren (1724-1799)                                                               | Voorouders van Karel Theodoor van Beieren (1724-1799)                                                               | Voorouders van Karel Theodoor van Beieren (1724-1799)                                                               | Voorouders van Karel Theodoor van Beieren (1724-1799)                                                               | Voorouders van Karel Theodoor van Beieren (1724-1799)                                                               | Voorouders van Karel Theodoor van Beieren (1724-1799)                                                               | Voorouders van Karel Theodoor van Beieren (1724-1799)                                                               |
| ----------------------------------------------------- | --- | --- | --- | --- | --- | --- | --- | --- |
| Overgrootouders                                       | Christiaan August van Palts-Sulzbach (1622-1708) ∞ Amalia van Nassau-Siegen (1613-1669)                             | Christiaan August van Palts-Sulzbach (1622-1708) ∞ Amalia van Nassau-Siegen (1613-1669)                             | Willem van Hessen-Rheinfels-Rotenburg (1648-1725) ∞ Maria Anna van Löwenstein-Wertheim-Rochefort (1652-1688)        | Willem van Hessen-Rheinfels-Rotenburg (1648-1725) ∞ Maria Anna van Löwenstein-Wertheim-Rochefort (1652-1688)        | ? (-) ∞ ? (-) | ? (-) ∞ ? (-) | Filips Karel Frans van Arenberg (1663-1691) ∞ Marie-Henriette del Caretto de Savona y Grana (1671-1744)             | Filips Karel Frans van Arenberg (1663-1691) ∞ Marie-Henriette del Caretto de Savona y Grana (1671-1744)             |
| Grootouders                                           | Theodoor Eustachius van Palts-Sulzbach (1659-1732) ∞ Eleonore Maria Amalia van Hessen-Rheinfels (1675-1720)         | Theodoor Eustachius van Palts-Sulzbach (1659-1732) ∞ Eleonore Maria Amalia van Hessen-Rheinfels (1675-1720)         | Theodoor Eustachius van Palts-Sulzbach (1659-1732) ∞ Eleonore Maria Amalia van Hessen-Rheinfels (1675-1720)         | Theodoor Eustachius van Palts-Sulzbach (1659-1732) ∞ Eleonore Maria Amalia van Hessen-Rheinfels (1675-1720)         | François-Egon de La Tour d'Auvergne (1678-1711) ∞ Maria Anne de Ligne (1689-1736)                                   | François-Egon de La Tour d'Auvergne (1678-1711) ∞ Maria Anne de Ligne (1689-1736)                                   | François-Egon de La Tour d'Auvergne (1678-1711) ∞ Maria Anne de Ligne (1689-1736)                                   | François-Egon de La Tour d'Auvergne (1678-1711) ∞ Maria Anne de Ligne (1689-1736)                                   |
| Ouders                                                | Johan Christiaan van Palts-Sulzbach (1700-1733) ∞ Marie Anne Henriëtte Leopoldine de La Tour d'Auvergne (1708-1728) | Johan Christiaan van Palts-Sulzbach (1700-1733) ∞ Marie Anne Henriëtte Leopoldine de La Tour d'Auvergne (1708-1728) | Johan Christiaan van Palts-Sulzbach (1700-1733) ∞ Marie Anne Henriëtte Leopoldine de La Tour d'Auvergne (1708-1728) | Johan Christiaan van Palts-Sulzbach (1700-1733) ∞ Marie Anne Henriëtte Leopoldine de La Tour d'Auvergne (1708-1728) | Johan Christiaan van Palts-Sulzbach (1700-1733) ∞ Marie Anne Henriëtte Leopoldine de La Tour d'Auvergne (1708-1728) | Johan Christiaan van Palts-Sulzbach (1700-1733) ∞ Marie Anne Henriëtte Leopoldine de La Tour d'Auvergne (1708-1728) | Johan Christiaan van Palts-Sulzbach (1700-1733) ∞ Marie Anne Henriëtte Leopoldine de La Tour d'Auvergne (1708-1728) | Johan Christiaan van Palts-Sulzbach (1700-1733) ∞ Marie Anne Henriëtte Leopoldine de La Tour d'Auvergne (1708-1728) |

- Bibliothèque nationale de France: cb122222007 (data)
- Gemeinsame Normdatei: 118560190
- International Standard Name Identifier: 0000 0000 6629 6917
- Library of Congress Control Number: n80138943
- MusicBrainz: 93b977e2-5bc0-438a-8241-10328de8624b
- Nationale Bibliotheek van Tsjechië: jo2015880976
- Nationale Bibliotheek van Israël: 987007263672205171
- Nationale Bibliotheek van Polen: a0000003539748
- Nederlandse Thesaurus van Auteursnamen: 070605165
- RKD-Nederlands Instituut voor Kunstgeschiedenis: 441473
- LIBRIS: 210818
- Système universitaire de documentation: 03089834X
- Union List of Artist Names: 500354157
- Virtual International Authority File: 30328710
- WorldCat: E39PBJhRGYPhb6xGYmD7vJG4MP